# Кременчуцький ТелеграфЪ
«Кременчуцький ТелеграфЪ» — суспільно-політичне видання та газета Кременчука, що виходить один раз на тиждень у четвер.

## Історія
Газета «Кременчуцький ТелеграфЪ» видається з вересня 1998 року.
З 2001 року журналісти «Телеграфу» співпрацюють з освітніми програмами таких організацій, як IREX та USAID, проєктом журналістських розслідувань в Україні SCOOP.
З 2005 працює сайт «Telegraf.In.Ua», який в червні 2017 року за версією порталу I.ua увійшов до десяти найпопулярніших суспільно-політичних видань України, посівши восьму сходинку.

## Загальні дані

Старий логотип газети

Друк газети «Кременчуцький ТелеграфЪ» кольоровий, кількість сторінок — 28-32, обсяг реклами — 10 %.
У газеті публікуються новини Кременчука, Полтавщини та України, публіцистичні та аналітичні матеріали, телепрограма, кросворди, гумор, розважальні матеріали.

## Журналісти
- Донченко Тетяна
- Кулясов Сергій
- Мудра Вікторія
- Шестакова Ольга
- Яремко Олена
- Душенко Альона
- Горгола Руслана